# El condó assassí (pel·lícula de 1996)
El condó assassí (títol original: Kondom des Grauens; títol als Estats Units: Killer Condom) és una pel·lícula alemanya-suïssa de 1996 dirigida per Martin Walz i produïda per Ascot Film, ECCO Film i MBG. El guió (que va ser escrit tant per Walz com per Ralf König) es basava en dos dels coneguts còmics de König ("El condó ataca" i "Bis auf die Knochen"). La pel·lícula es va estrenar per primera vegada tant a Alemanya com a Suïssa el 29 d'agost de 1996.
El 17 de juliol de 2001, la pel·lícula va ser doblada al català, i es va estrenar al canal de televisió de Catalunya TV3.

## Argument
Nova York sofreix una grana menaça un misteriós preservatiu està arrencant membres virils per tot arreu. En un hotel de mala mort, un inspector de policia és atacat pel condó i li arrenca un testicle. Ara en una venjança personal, Luigi Mackeroni comença la seva solitaria recerca no només per aturar l'erupció d'atacs amb condós, sinó també per afrontar els seus veritables sentiments cap a Billy el gigoló.

## Repartiment
- Udo Samel: Luigi Mackeroni
- Peter Lohmeyer as Sam Hanks
- Iris Berben as Dr. Doris Riffleson
- Leonard Lansink as Babette (Bob Miller)
- Marc Richter as Billy
- Evelyn Künneke: Wilma
- Hella von Sinnen: Detectiu Sally
- Meret Becker: Phyllis Higgins
- Gerd Wameling [de] as Her Teacher
- Henning Schlüter: Robinson
- Ron Williams: Cap de la Policia
- Otto Sander: Senyor Higgins
- Monika Hansen: Senyora Higgins
- Gode Benedix: El policia O'Brian
- Adriana Altaras: Turista